# Archelaos (Stratege)
Archelaos (altgriechisch Ἀρχέλαος) war ein im 4. Jahrhundert v. Chr. lebender Feldherr Alexanders des Großen.
Im Dezember 331 v. Chr. wurde Archelaos, Sohn des Theodoros, von Alexander dem Großen bei dessen Aufbruch aus Susa zum Strategen der Susiana ernannt und erhielt das Kommando über 3000 Soldaten. Mit diesen militärischen Agenden betraut wurde er Abulites, dem im Amt belassenen persischen Satrapen der Susiana, zur Seite gestellt. Bei der Satrapienverteilung nach Alexanders Tod 323 v. Chr. erhielt Archelaos laut Dexippos die Statthalterschaft Mesopotamiens verliehen, während nach Diodor und Iustinus Arkesilaos Satrap Mesopotamiens wurde.